# Federal Open Market Committee
Le Federal Open Market Committee (FOMC), qui signifie en français le comité fédéral de marché ouvert est un organe de la réserve fédérale américaine, chargé du contrôle de toutes les opérations d'open market (achat et vente de titres d'État notamment) aux États-Unis. Elle constitue en cela le principal outil de la politique monétaire américaine.
Le comité établit la politique monétaire en fixant des objectifs à court terme pour ces opérations, ce qui constitue le principal support des federal funds rate, c'est-à-dire les taux d'intérêt au jour le jour pour les prêts entre banques commerciales. Le FOMC est aussi chargé des opérations de la Fed en matière de politique monétaire à l'étranger bien que toute opération monétaire étrangère soit supervisée par le trésor américain, qui a pour mission d'adapter la politique monétaire aux fluctuations externes du dollar.